# Columbia Falls (Maine)
Columbia Falls es un pueblo ubicado en el condado de Washington en el estado estadounidense de Maine. En el Censo de 2010 tenía una población de 560 habitantes y una densidad poblacional de 8,77 personas por km².

## Geografía
Columbia Falls se encuentra ubicado en las coordenadas 44°41′57″N 67°42′49″O / 44.69917, -67.71361. Según la Oficina del Censo de los Estados Unidos, Columbia Falls tiene una superficie total de 63.88 km², de la cual 63.57 km² corresponden a tierra firme y (0.48%) 0.31 km² es agua.

## Demografía
Según el censo de 2010, había 560 personas residiendo en Columbia Falls. La densidad de población era de 8,77 hab./km². De los 560 habitantes, Columbia Falls estaba compuesto por el 97.5% blancos, el 0% eran afroamericanos, el 0.36% eran amerindios, el 0.71% eran asiáticos, el 0% eran isleños del Pacífico, el 0.18% eran de otras razas y el 1.25% pertenecían a dos o más razas. Del total de la población el 1.43% eran hispanos o latinos de cualquier raza.